# 孔巴
孔巴（法語：Combas）是法国加尔省的一个市镇，位于该省中西部，属于尼姆区。该市镇总面积16.04平方公里，2009年时的人口为558人。

## 人口
孔巴人口变化图示